# نبرد تنگه دانمارک
نبرد تنگه دانمارک نبردی دریایی است در جنگ جهانی دوم که در تاریخ ۲۴ می سال ۱۹۴۱ میان نیروی دریایی پادشاهی بریتانیا و کریگسمارینه درگرفت.